# معمار سنان

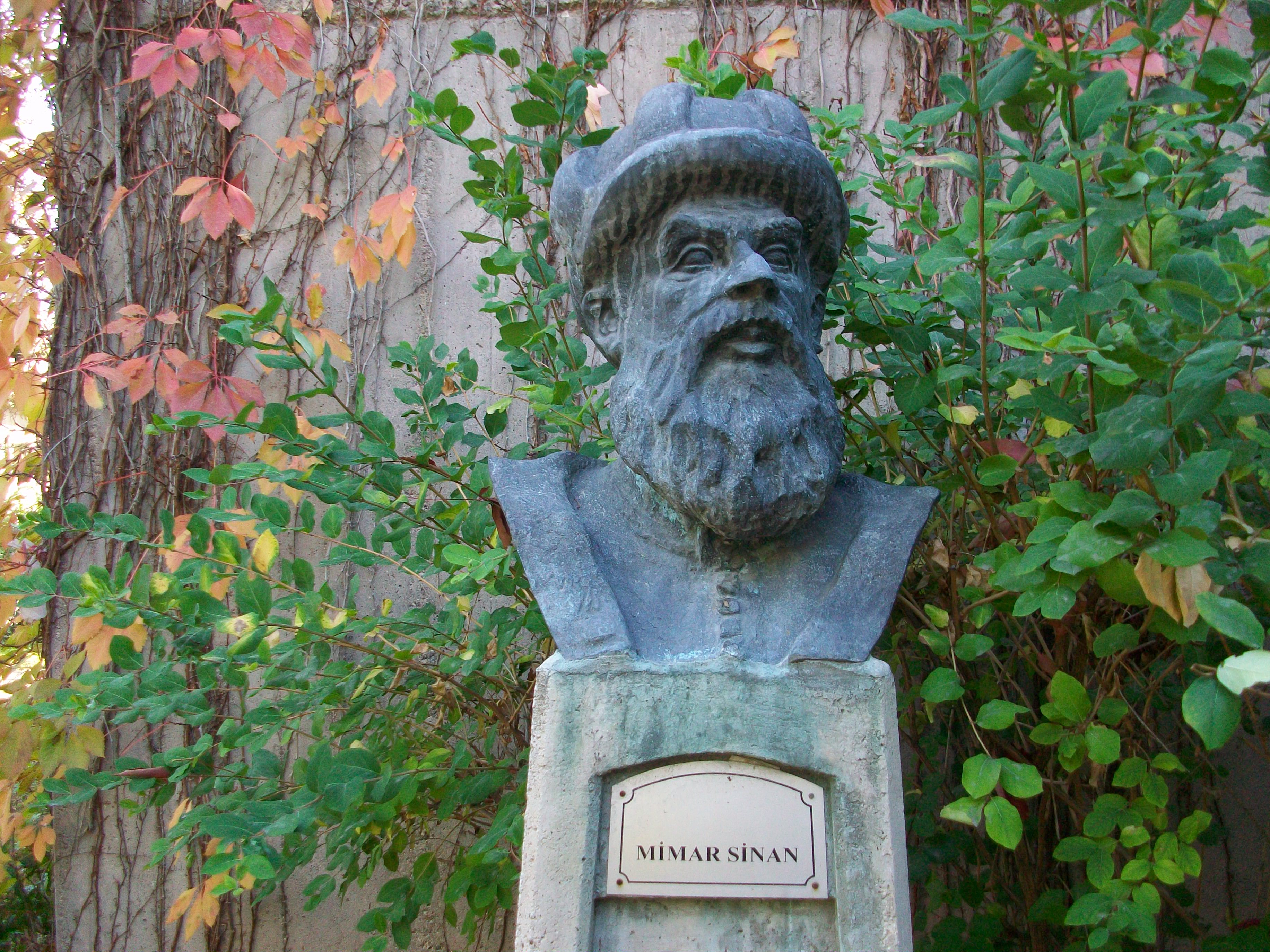
مجسمه سنان در آنکارا

خواجه معمار سِنان آغا (به ترکی عثمانی: قوجه معمار سنان آغا) (به ترکی استانبولی: Mimar Sinan; Koca Mi'mâr Sinân Âğâ; Sinaneddin Yusuf - Abdulmennan oğlu Sinan) (۱۴۸۹–۱۵۸۸) معروف به «معمار سِنان»، معمار رسمیِ چند تن از پادشاهان عثمانی بود.

## شرح حال
معمار سنان در روستای یونانی‌نشین آگرناس به دنیا آمد و به قولی از تبار ارمنی و یا از یونانیان کاپادوکیایی و یا از آلبانیایی‌تبار بود. در جوانی وارد ارتش ینی‌چری شد و به سرکردگی و لقب «آقا» ملقب شد. در آن زمان در سازه‌های نظامی و پل‌ها و راه‌ها تخصص داشت. در ۵۰سالگی به‌عنوان سرمعمار دربار پادشاهی اقدام به ساخت اماکن مذهبی کرد.
سنان نام مردانه و زنانه است و از واژهٔ عربی سِنَان به معنای «تیزدندان، نوک نیزه؛ گزنده و پلنگ» گرفته شده است. سنان، نام ۲۳ تن از صحابهٔ پیامبر اسلام بود. به‌جز معمار سنان، امی سنان (درگذشتهٔ ۱۵۶۸) شاعر عارف و بنیان‌گذار شاخهٔ «سِنانیه» از طریقت خلوتیه نیز این نام را داشت.

## آثار

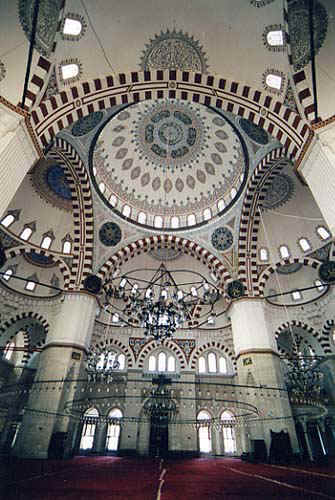
نمای داخلیِ مسجد شاهزاده در استانبول

کارهای او نمونه‌های برجسته و اعلای معماری معروف به معماری عثمانی است که تأثیر بسیاری از معماری بیزانس گرفته‌است. شاهکار او را مسجد سلیمیه در ادرنه (آدریانوپول) در بخش اروپاییِ ترکیه می‌دانند. علاوه بر مسجد شَهزاده و سلیمانیه، از آثار دیگر او در استانبول می‌توان به مسجد خرم سلطان، مسجد حاسِکی سلطان، مسجد مهرِماه سلطان، مسجد قلیچ علی پاشا، مسجد سوکوللو مَحمَت پاشا و مسجد رستم پاشا اشاره کرد. مسجد سیاه صوفیا در بلغارستان و مسجد خسرویه حلب در سوریه نیز از جمله آثار معمار سنان در خارج از مرزهای کنونی ترکیه به حساب می‌آیند.

## مرگ و نبش قبر
او در ۱۷ ژوئیهٔ سال ۱۵۸۸ میلادی در استانبول درگذشت و در قبرستان مجاور مسجد سلیمانیه در شمال خیابان معمار سنان جسدش را دفن کردند.
گروهی در ترکیه، تبار غیر ترک معمار سنان را انکار می‌کردند و در سال ۱۹۳۵، شورایی به سفارش انجمن تاریخ ترکیه تا آنجا پیش رفت که مقبره سنان را گشودند و جمجمهٔ او را اندازه‌گیری کردند تا بکوشند «نژاد ترک» او را «اثبات کنند»، اما از آن به بعد جُمجُمه سنان گُم شد و هیچ وقت به قبر بازگردانده نشد.

## میراث
نام او اکنون در دو نقطهٔ جهان باقی است: یکی در دانشگاه هنرهای زیبای معمار سنان و دوم، گودالی در سیارهٔ عطارد (تیر) که به نام او نام‌گذاری شده‌است.

## نگارخانه

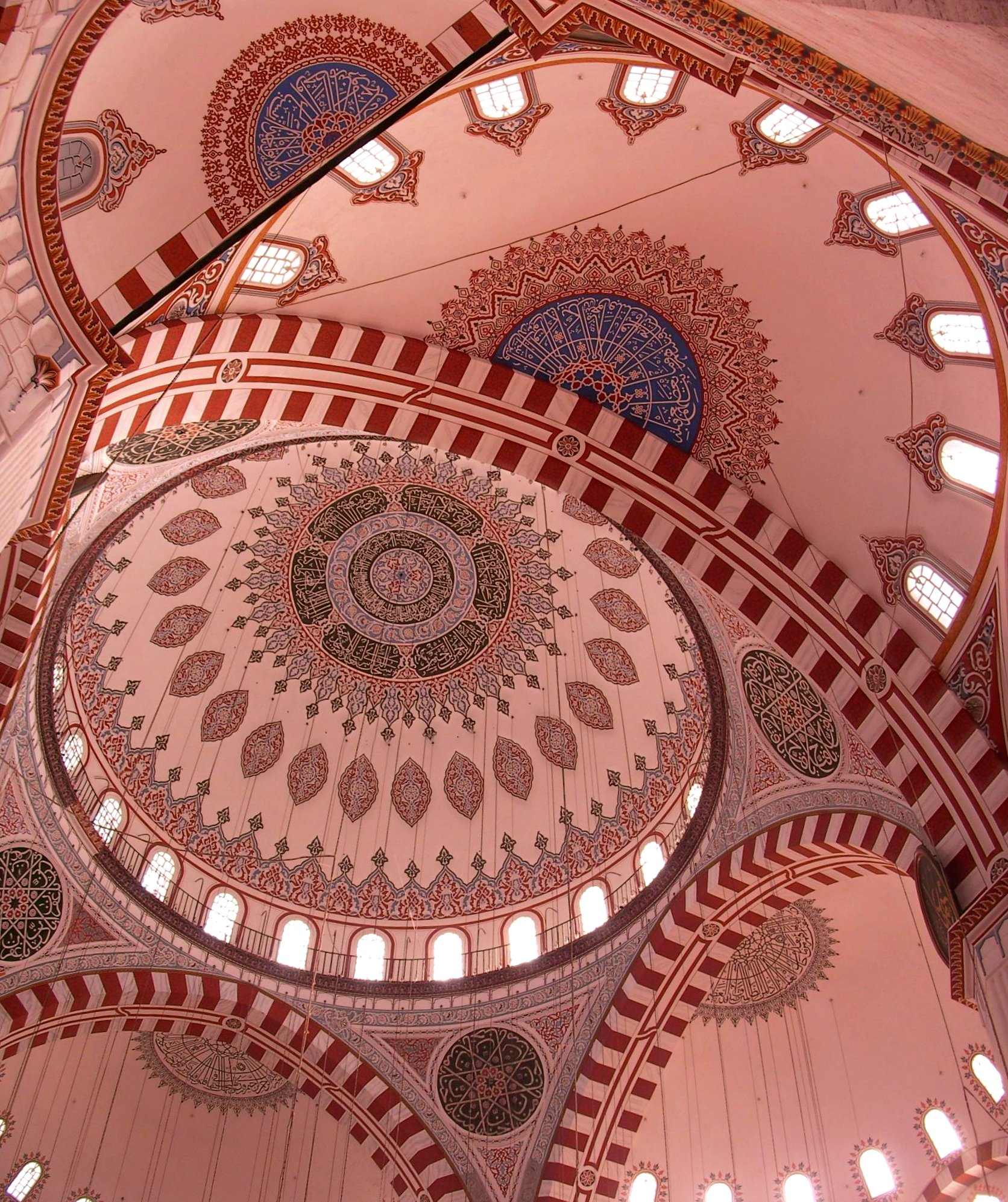
نمای داخلی مسجد شهزاده
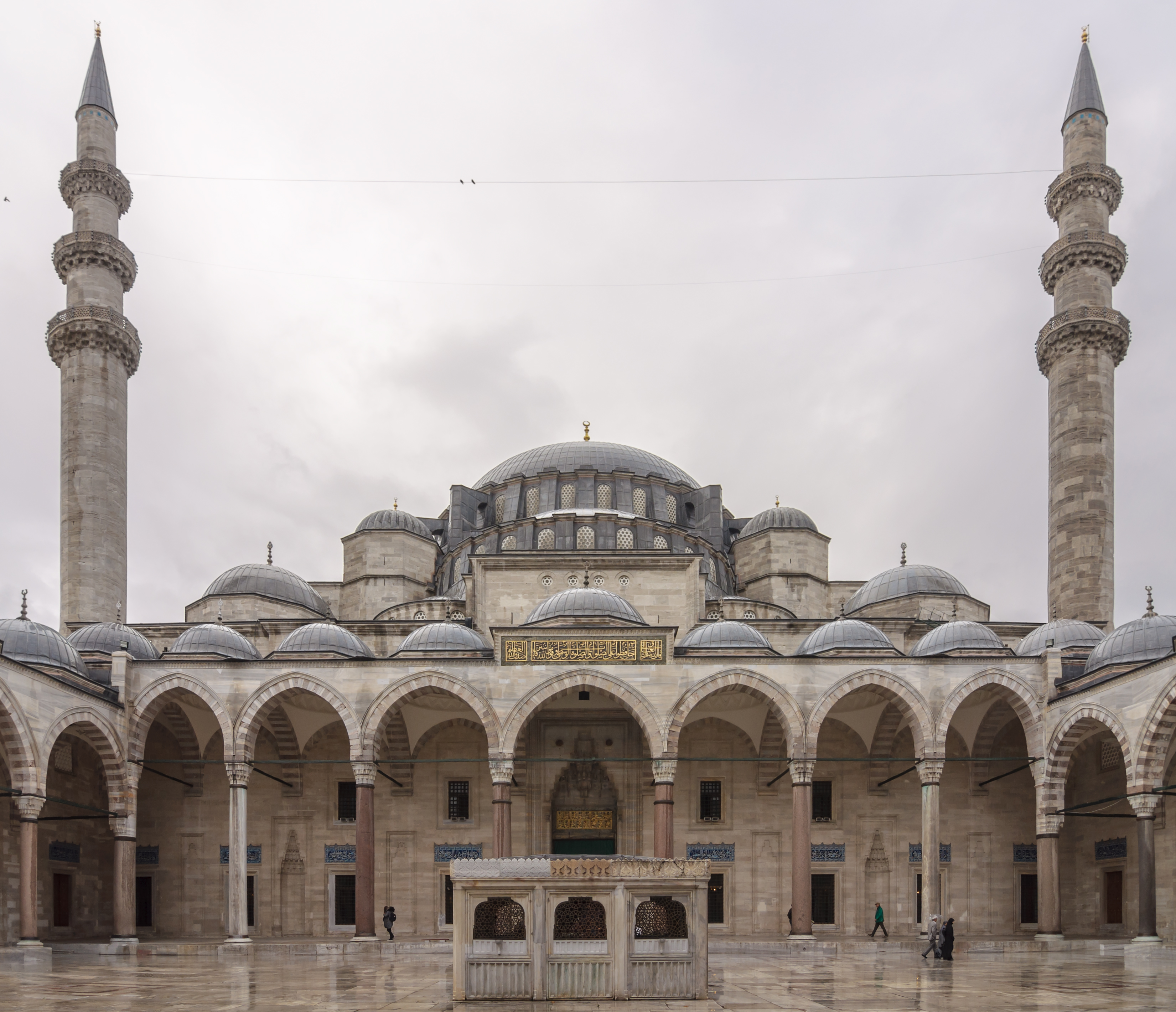
مسجد سلیمانیه - استانبول
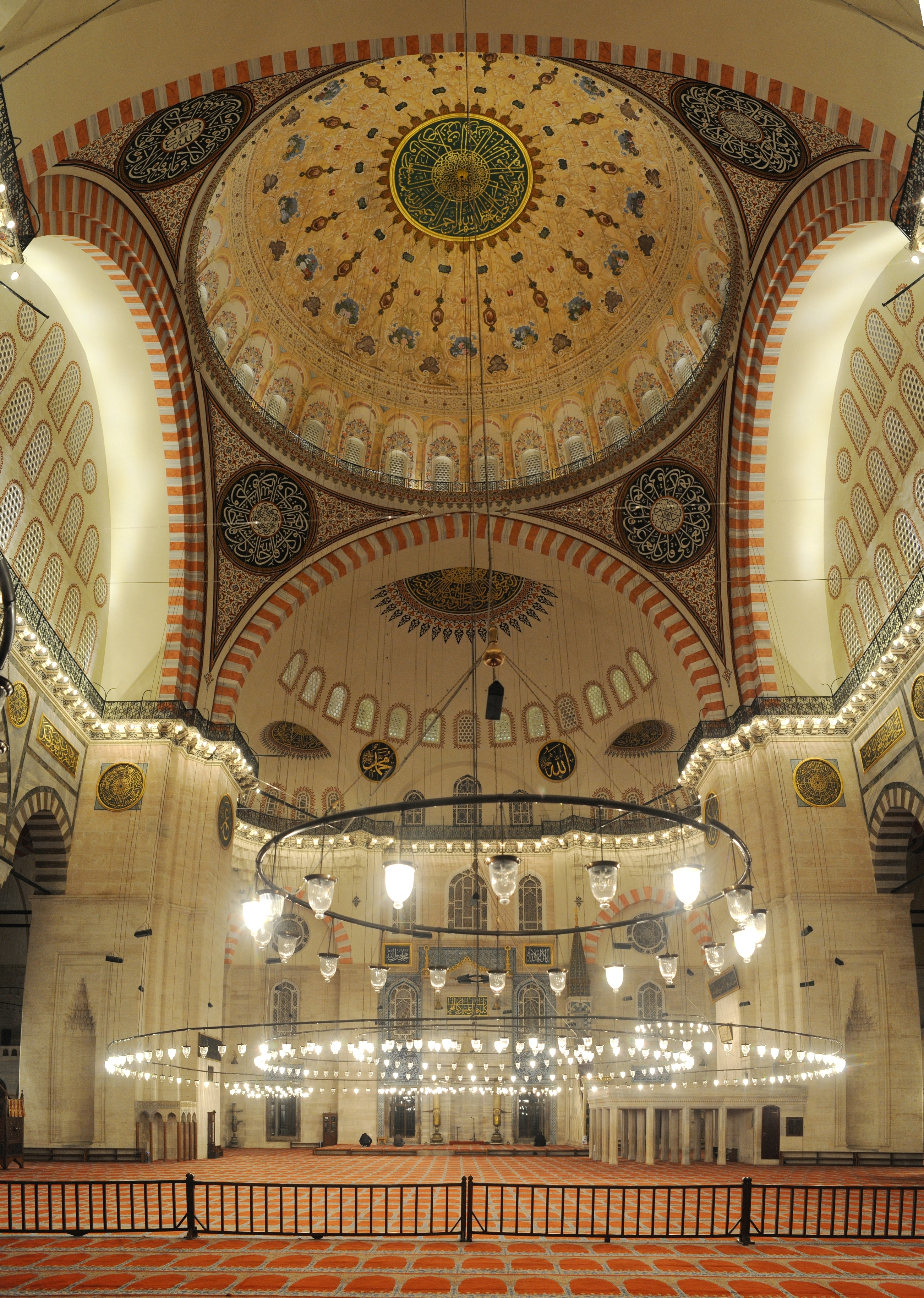
نمای داخلی مسجد سلیمانیه
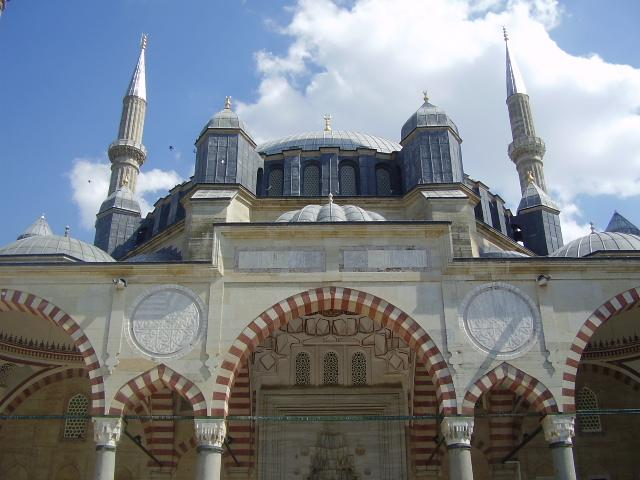
مسجد سلیمیه - ادرنه